# Touraco à bec noir
Tauraco schuettii
Espèce
Statut de conservation UICN

 LC  : Préoccupation mineure
Statut CITES
Le Touraco à bec noir (Tauraco schuettii) est une espèce d'oiseaux appartenant à la famille des Musophagidae.

## Description

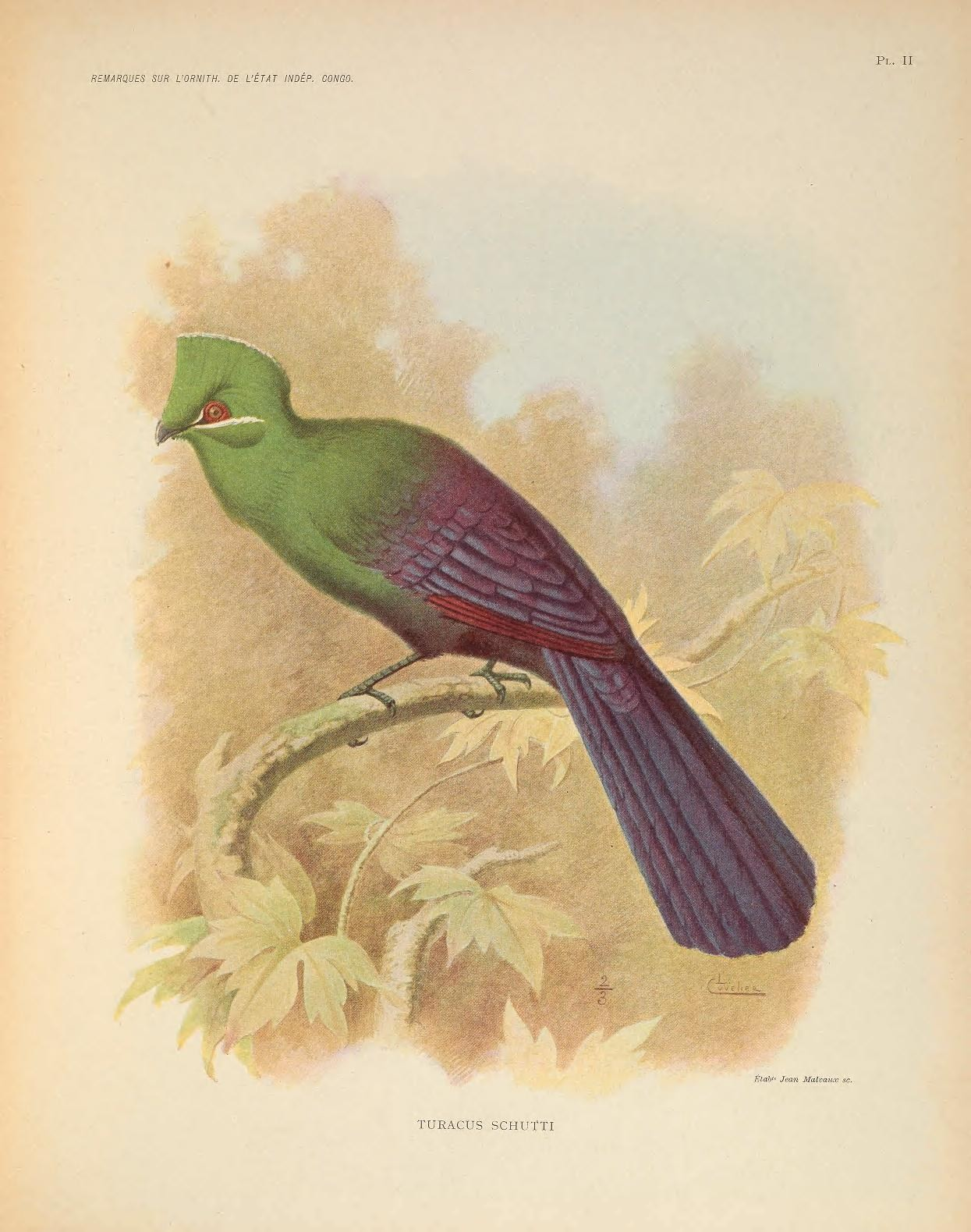
Pl. II Remarques sur l'ornithologie de l'État indépendant du Congo.

## Répartition
Cet oiseau vit en Afrique centrale.

## Sous-espèces
D'après le Congrès ornithologique international, cette espèce est constituée des deux sous-espèces suivantes :
- T. s. emini Reichenow, 1893 ;
- T. s. schuettii (Cabanis, 1879).